# 閼伽流山
閼伽流山（あかるさん）とは、長野県佐久市香坂にある山で、標高1,028ｍ。戦前までは佐久地方の代表的な観光と信仰の山であった。ふもとには天台宗明泉寺がある。
この山の下を上信越自動車道｢閼伽流山トンネル｣が通っている。
昭和天皇が摂政宮時代に登山した。『佐久小唄』には「降れよ春雨しとしとと煙る藤波閼伽流山」と歌い込まれている。

## 名前の由来
閼伽（あか）はサンスクリットで「聖なる水」であり、かつては清水が湧出したとされる。

## 明泉寺
明泉寺は円仁（天台座主）によって天長3年（826年）に開かれたとされる。その当時、寺の周囲には湖があり、天台宗の本山延暦寺のある比叡山からの琵琶湖の眺望との類似で寺をこの地に決めたという。

## 山岳信仰
本山を信仰する「閼伽流山講」がある。長野市の善光寺の御戒壇巡（おかいだんめぐり）のように暗い洞窟内に入る風習がある。

## 類似の名の山
閼伽流山の南方約2kmの志賀地区には「大閼伽流山」が存在し、小倉観音堂がある。